# تخل عظيم

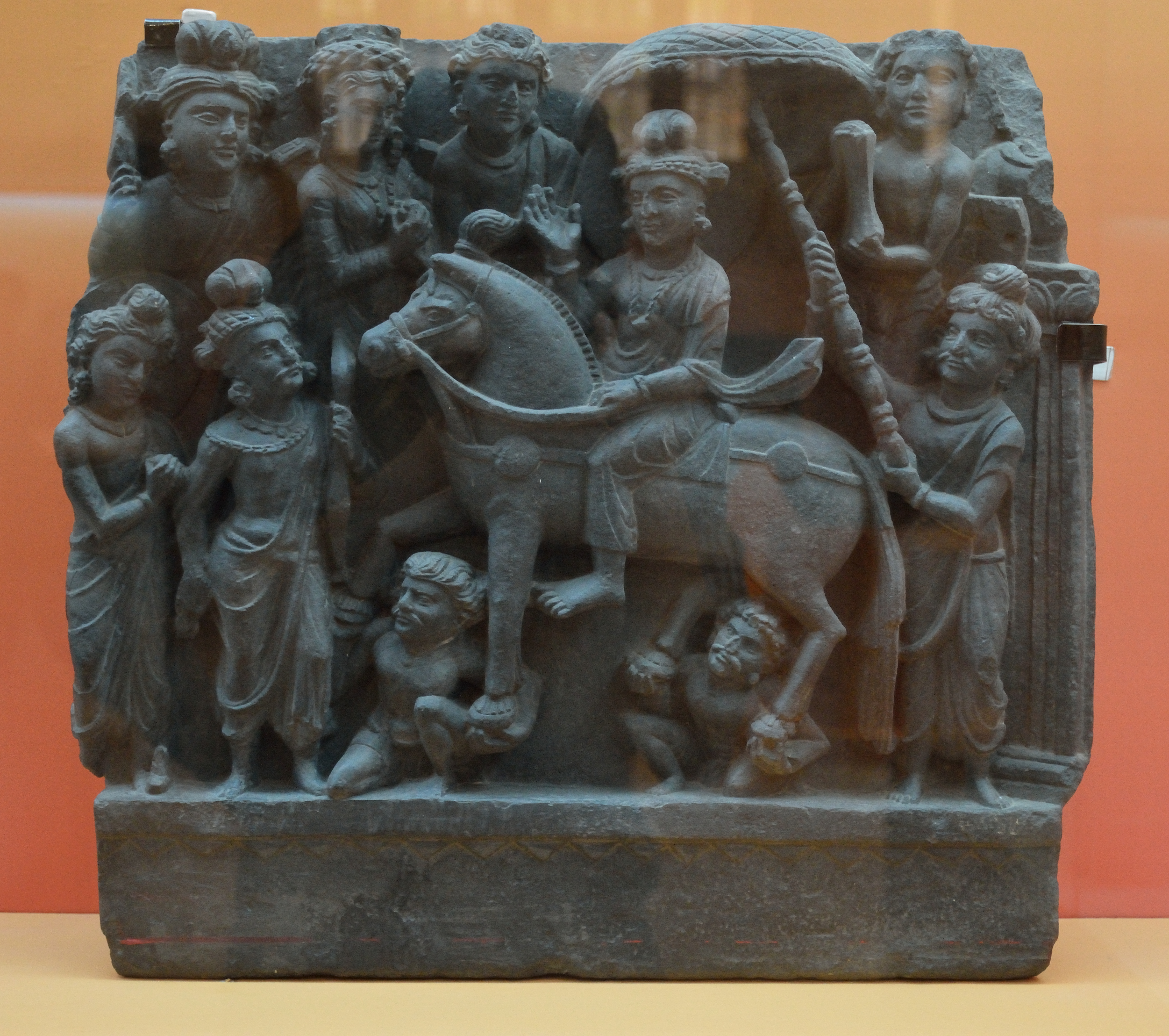

التخلي العظيم أو المغادرة العظيمة هو المصطلح التقليدي لمغادرة غوتاما بودا (563-483 قبل الميلاد تقريبًا) قصره في كابيلافاستو ليعيش حياة زاهد (بالسنسكريتية: śrāmaṇa، بالبالية: sāmaṇa). يُسمى التخلي العظيم لأنه يعتبر تضحية كبيرة. يمكن إيجاد معظم روايات هذا الحدث في النصوص البوذية بعد القانونية في عدة تقاليد بوذية تعتبر الأكثر اكتمالًا. ولكن، تُعد هذه الروايات ذات طبيعة أسطورية أكثر من كونها نصوصًا مبكرة. وهي موجودة باللغة البالية والسنسكريتية والصينية.
وفقًا لهذه الروايات، عند ولادة الأمير سندهارتا غوتاما، البوذا المستقبلي، توقع الكهنة البراهمة أنه سيصبح معلمًا عالميًا أو حاكمًا عالميًا. لم يسمح سودودانا -والد الأمير سندهارتا وراجا عشيرة شاكيا- لابنه برؤية الموت أو المعاناة، وألهاه بالرفاهية، لمنعه من التحول إلى الحياة الدينية. خلال طفولته، خاض الأمير سندهارتا تجربة تأملية جعلته يُدرك المعاناة (بالسنسكريتية: duḥkha، بالبالية: dukkha) المتأصلة في كل الوجود. كبُر وعاش شبابًا مريحًا. لكنه استمر بالتأمل في الأسئلة الدينية، وعندما بلغ التاسعة والعشرين من عمره، رأى للمرة الأولى في حياته ما أصبح معروفًا في البوذية بالمشاهد الأربعة: رجل مسن وشخص مريض وجثة، وكذلك الزاهد الذي ألهمه. بعد فترة وجيزة، استيقظ الأمير سندهارتا في الليل ورأى خادماته يرقدن في أوضاع غير جذابة، ما صدم الأمير. بعد تأثره بكل الأشياء التي مر بها، قرر الأمير ترك القصر في منتصف الليل ضد إرادة والده، ليعيش حياة زاهد متجول، تاركًا خلفه ابنه المولود حديثًا رهولا وزوجته يشودارا. سافر إلى نهر أنوميا مع سائقه تشانداكا والحصان كانتاكا، وحلق شعره. ثم ترك خادمه وخيله وراءه، وسافر إلى الغابة وارتدى رداء الرهبان. التقى لاحقًا بالملك بيمبيسارا، الذي حاول تقاسم سلطته الملكية مع الأمير السابق، لكن غوتاما الذي أصبح زاهدًا رفض هذا.
توضح قصة تخلي الأمير سندهارتا الصراع بين الواجبات العلمانية والحياة الدينية، وتوضح كيف أن حتى أكثر الحيوات متعة مليئة بالمعاناة. دُفع الأمير سندهارتا بإثارة دينية قوية (بالسنسكريتية والبالية: saṃvega) حول الطبيعة العابرة للحياة، لكنه آمن أن هناك بديلاً إلهيًا يجب إيجاده، وأن هذا البديل موجود في هذه الحياة بالذات ويمكن للباحث الصادق الوصول إليه. بصرف النظر عن هذا الشعور بالإثارة الدينية، دُفع بتعاطف عميق مع المعاناة الإنسانية (بالسنسكريتية والبالية: karuṇā). لا تذكر الروايات التقليدية الكثير عن الحياة المبكرة لبوذا، ولا تُعرف التفاصيل التاريخية على وجه اليقين. يزعم المؤرخون أن سندهارتا غوتاما ولد بالفعل في عائلة ثرية وأرستقراطية وكان والده راجا. لكن كان مسقط رأسه أوليغاركية أو جمهورية، لا مملكة، ونُمقت ثروة الأمير وحياته الهانئة  في النصوص التقليدية. تأثر الأساس التاريخي لحياة سندهارتا غوتاما بعلاقته بالملك المثالي (شاكرافارتين)، المستوحاة من نمو الإمبراطورية الماورية بعد قرن من حياته. عمومًا، لا يقبل المؤرخون التفسير الحرفي لمقابلة المشاهد الأربعة -رؤية الشيخوخة والمرض والوفاة لأول مرة في حياته- ولكن يُنظر إليها على أنها رمزية للإدراك الوجودي المتزايد الصادم، الذي يُرجح أنه بدأ في طفولة غوتاما المبكرة. ربما يكون قد أنجب لاحقًا ابنه رهولا عمدًا قبل التخلي، للحصول على إذن والديه بسهولة أكبر.
يُشير التنبؤ المزدوج الذي ظهر بعد فترة وجيزة من ولادة الأمير إلى طبيعتين داخل شخصية الأمير سندهارتا: الإنسان المكافح الذي عمل على تحقيق التنوير، والسليل الإلهي وشاكرافارتين، وهما مهمان في العقيدة البوذية. صُوّر التخلي العظيم كثيرًا في الفن البوذي. وأثر على طقوس الرسامة في العديد من المجتمعات البوذية، وأثرت هذه الطقوس بدورها أحيانًا على الروايات. يمكن العثور على نسخة معدلة من التخلي العظيم في أسطورة القديسين المسيحيين بارلام ويهوشافاط، إحدى أكثر الأساطير شعبية وانتشارًا في المسيحية في القرن الحادي عشر. رغم أن القصة تصف ملكًا مسيحيًا منتصرًا وزاهدًا، فإنها مشبعة بالمواضيع والمذاهب البوذية المستمدة من الرواية الأصلية. في العصر الحديث، تأثر مؤلفون مثل إدوين أرنولد (1832-1904) وخورخي لويس بورخيس (1899–1986) بقصة التخلي العظيم.

## الروايات
تذكر التراتيل البوذية عادةً التخلي العظيم والمغادرة في حياة بوذا، إلى جانب العديد من المواضيع الأخرى التي تغطي الحياة الدينية للبوذا المستقبلي، الأمير سندهارتا غوتاما (بالبالية: Siddhattha Gotama): تأمله الأول، وزواجه، وحياته في القصر، واللقاءات الأربعة، والحياة السهلة في القصر، والتخلي، والمغادرة الكبرى، ولقاء الصيادين، ووداع حصانه كانتاكا وسائقة تشانداكا (بالبالية: Channa). في التقاليد التبتية، ذكرت المغادرة الكبرى كإحدى الأعمال الإثني عشر العظيمة لبوذا، ويتضمن التقاليد التعليقية البالية المغادرة الكبرى في قائمة مؤلفة من ثلاثين عملًا وحقيقة تصف بوذا.

### مغادرة القصر
قرر الأمير -متأثراً بكل الأشياء التي مر بها- ترْك القصر في منتصف الليل ضد إرادة والده، ليعيش حياة زاهد متجول، تاركًا وراءه ابنه وزوجته يشودارا. قبل أن يغادر القصر مباشرةً من أجل الحياة الروحية، ألقى نظرة واحدة على زوجته يشودارا وطفله حديث الولادة. وخوفًا من أن يتزعزع عزمه، قاوم حمل ابنه وترك القصر كما خطط. تقول بعض روايات القصة إن الآلهة جعلت العائلة المالكة تغط في سبات عميق، لمساعدة الأمير على الهروب من القصر. وبسبب هذا، حاول تشانداكا وكانتاكا إيقاظ العائلة المالكة، ولكن دون جدوى. ومع ذلك، ترى بعض الروايات، أن الأمير طلب المغادرة من والده باحترام، بينما كان الأخير نائمًا. وأخيرًا، احتج كل من تشانداكا وكانتاكا على مغادرة الأمير، لكن الأمير تابع طريقه بأي حال.
بعد أن غادر القصر أخيرًا، نظر الأمير إليه مرة أخرى وتعهّد بأنه لن يعود حتى يبلغ التنوير. تستمر النصوص برواية أن الأمير سندهارتا واجه مارا، الذي يجسد الشر في البوذية، الذي حاول إغراءه لتغيير رأيه بأن يصبح شاكرافارتي بدلاً من ذلك، ولكن دون جدوى. ومع ذلك، لا تضمن معظم روايات القصة، وكذلك التصوير المرئي، هذه الشخصية. تذكر بعض الروايات والتصويرات، ماهانامن (بالبالية: Mahānāma)، والد يشودارا، أو إلهة المدينة المحلية (تمثل المدينة المنكوبة) بدلًا من مارتا. بصرف النظر عن هذا، سافر الأمير على حصان مع سائقه تشانداكا، وعبر ثلاث ممالك، ووصل إلى نهر أنوميا (بالبالية: Anomā). أعطى هناك تشانداكا جميع حليه وأرديته، وحلق شعره ولحيته وأصبح زاهدًا دينيًا. تقول التقاليد إن الأمير ألقى عقدة شعره في الهواء، حيث التقطتها الآلهة وحفظتها في الجنة. قدم له الإله البراهمي غاتيكارا أرديته ومتطلباته الأخرى. ثم هدّأ سندهارتا تشانداكا وأرسل سائقه إلى القصر لإبلاغ والده، بينما عبر الأمير السابق النهر. كان على تشانداكا إخبار الملك أن ابنه لم يختَر هذه الحياة بسبب الحقد أو نقص الحب، ولا «توقًا إلى الجنة»، بل لوضع حد للولادة والموت. كان شاهدًا على المغادرة منذ البداية حتى التحول إلى متسول، وهو بالضبط ما كان مطلوبًا منه رؤيته، لجعل القصر يفهم أن التحول كان لا رجعة فيه. صرف الأمير السابق تشانداكا وحصانه كانتاكا، وقطع بذلك آخر صلة تربطه بالعالم. غادر تشانداكا على مضض. ومات كانتاكا لأنه لم يتحمل الخسارة. (رغم أن بعض الرويات تقول إن الأمير سندهارتا عاد في مع تشانداكا إلى القصر قبل موته).